# Mayfield (Ohio)
Mayfield es una villa ubicada en el condado de Cuyahoga, en el estado estadounidense de Ohio. Según el censo de 2020, tiene una población de 3356 habitantes.
Forma parte del área metropolitana de Cleveland.

## Geografía
Mayfield se encuentra ubicada en las coordenadas 41°32′50″N 81°26′4″O / 41.54722, -81.43444 (41.547248, -81.434345). Según la Oficina del Censo de los Estados Unidos, Mayfield tiene una superficie total de 10.26 km², de la cual 10.24 km² corresponden a tierra firme y (0.2%) 0.02 km² es agua.

## Demografía
Según el censo de 2020, hay 3356 personas residiendo en Mayfield. La densidad de población es de 327.73 hab./km². El 85.70% de los habitantes son blancos, el 5.39% son afroamericanos, el 0.03% es amerindio, el 3.43% son asiáticos, el 0.86% son de otras razas y el 4.59% son de una mezcla de razas. Del total de la población, el 2.32% son hispanos o latinos de cualquier raza.
De acuerdo con la estimación 2015-2019 de la Oficina del Censo, la edad media en la localidad es 49.6 años. Por cada 100 mujeres hay 97.2 varones.